# Bandiera di Madera
La bandiera di Madera è stata adottata nel 1978. 
Essa è costituita da tre bande verticali: due di colore blu e una centrale di colore oro. In questa banda centrale è presente una Croce dell'Ordine del Cristo bianca con bordi rossi. La presenza della Croce allude al fatto che l'arcipelago fu scoperto dai portoghesi Enrico il Navigatore e João Gonçalves Zarco e quindi in collegamento al Portogallo.